# Lelowice-Kolonia
Lelowice-Kolonia est une localité polonaise de la gmina de Pałecznica, située dans le powiat de Proszowice en voïvodie de Petite-Pologne.